# Дембно
Де́мбно (пол. Dębno, нім. Neudamm) — місто в Західній Польщі.
На 31 березня 2014 року, у місті було 14 037 жителів.
Видобування нафти (родовище 10 млн тонн).

## Демографія
Демографічна структура станом на 31 березня 2011 року:
|          | Загалом | Допрацездатний вік | Працездатний вік | Постпрацездатний вік |
| -------- | ------- | ------------------ | ---------------- | -------------------- |
| Чоловіки | 6875    | 1401               | 4847             | 627                  |
| Жінки    | 7296    | 1296               | 4400             | 1600                 |
| Разом    | 14171   | 2697               | 9247             | 2227                 |